# Сомине
Со́мине — гідрологічний заказник загальнодержавного значення в Україні. Розташований у межах Сарненського району Рівненської області, на північ від смт Клесів.
Площа 9799 га. Створений 1984 року.
Охоплює територію південно-західної частини болотного масиву Кремінне і включає в себе мезотрофне болото, заболочений ліс та озеро Сомине. Найбільше площі займають осоково-сфагнові мезотрофні угруповання. Серед деревної рослинності переважають береза пухнаста з домішкою сосни звичайної. У центральній частині заказника — сухий піщаний острів, вкритий сосновим лісом. Береги боліт та озера поросли мішаними вологими лісами та вільшаниками, заболоченими березняками.
Із рідкісних рослин зростають шолудивник королівський, лікоподієлла заплавна, шейхцерія болотна, а також хаммарбія болотна, росичка проміжна, пальчатокорінник Фукса і пальчатокорінник травневий, занесені до Червоної книги України. З тварин водяться бобри, багато водоплавних і водно-болотних птахів.
Територія заказника виконує важливу функцію як регулятор водного та мікрокліматичного режиму прилеглих територій.
Із 2003 року заказник є частиною Рівненського природного заповідника.